# فرودگاه بریستول (وایتچرچ)
فرودگاه بریستل (به انگلیسی: Bristol (Whitchurch) Airport) (به زبان بومی: Whitchurch Airport) یک فرودگاه همگانی حمل و نقل است . این فرودگاه در شهر بریستول (وایتچرچ، بریستول) کشور انگلستان قرار دارد و در ارتفاع ۶۱ متری از سطح دریا واقع شده‌است.